# Hôtel Weisshorn
L'hôtel Weisshorn est un hôtel historique situé sur un éperon rocheux à 2337m, au dessus du village de Saint-Luc, dans le Val d'Anniviers en Suisse.
Construit en 1882, l'hôtel est détruit par un incendie en 1889. Il est reconstruit en 1891 tel qu'on peut le voir aujourd'hui. Il connaît divers propriétaires avant d'être abandonné en 1966. Quatre sierrois le rachètent ensuite en 1968 ; il verra son toit arraché en 1990 lors de la tempête Vivian. Il est racheté en 1999 par Werner Fischer, un industriel lucernois amoureux de la montagne.
L'accès à l'hôtel n'est pas possible en voiture et nécessite de prendre un funiculaire et un sentier pendant plusieurs heures.
L'hôtel a servi de décor, sous le nom d'hôtel des Diablons, à l'aventure du journaliste Guy Lefranc dans l'album de bande dessinée Le Repaire du loup de Jacques Martin.